# Junonia divaricata
Junonia divaricata är en fjärilsart som beskrevs av Felder 1867. Junonia divaricata ingår i släktet Junonia och familjen praktfjärilar. Inga underarter finns listade i Catalogue of Life.